# Élisabeth Toutut-Picard
Élisabeth Toutut-Picard, née le 17 décembre 1954 à Blida (Algérie française), est une femme politique et haut fonctionnaire française.
Après avoir été adjointe au maire de Toulouse Jean-Luc Moudenc, elle rejoint La République en marche et est députée pour la 7e circonscription de la Haute-Garonne de 2017 à 2022. 

## Biographie

### Jeunesse et études
Élisabeth Toutut-Picard naît en Algérie lorsque son père, fonctionnaire, y est muté. Elle grandit à Castres puis fait des études supérieures à Toulouse, où elle obtient une licence de psychologie, ainsi qu'un DESS de psychologie sociale.
Elle est admise à l'Institut d'études politiques de Toulouse (promotion 1976), où elle prépare le concours de l’École des hautes études en santé publique. Elle y devient fonctionnaire-stagiaire, puis directrice d’hôpital. 
Mariée et mère d'un fils, elle réside à Rieux-Volvestre.

### Parcours professionnel
A sa sortie de l'EHESP, elle devient directrice d'hôpital. Elle est nommée à Paris, où elle travaille pendant quinze ans à l'AP-HP (hôpitaux Avicenne, Paul-Brousse, Necker, Pitié-Salpêtrière). Elle est ensuite mutée dans le sud de la France en 1997, où elle intègre la direction de l’hôpital de Narbonne.
Elle est nommée à l'Agence régionale de santé Midi-Pyrénées, puis au Centre hospitalier universitaire de Toulouse. Elle y prend en 2003 la direction de l’hôpital des enfants. Elle organise l’ouverture de la maternité Paule-de-Viguier, qu'elle dirige par la suite pendant cinq années.

### Parcours politique
Lors des élections municipales de 2008 à Toulouse, elle rejoint la liste de Jean-Luc Moudenc, en tant que membre issu de la société civile, n'ayant jamais adhéré à un parti politique. Elle est adjointe au maire chargée du développement durable. Jusqu'à son élection comme députée, elle occupait le poste de coordinatrice de la politique de développement durable de la ville de Toulouse et de la Métropole toulousaine.
Aux élections législatives de 2017, elle est élue députée au second tour dans la 7e circonscription de la Haute-Garonne avec 67,84 % des voix, face à sa concurrente Marie Dombes (FN),.
Membre du groupe LREM, elle siège à la commission du Développement durable et de l'Aménagement du territoire et préside le groupe d'études sur la question du Tibet depuis septembre 2018, date à laquelle elle rencontre le 14e dalaï-lama.
En juillet 2017, elle devient rapporteure de l'ordonnance relative à la reconnaissance des compétences professionnelles des professions de santé. En novembre 2017, elle est nommée présidente de la mission parlementaire sur les produits phyto-pharmaceutiques, dans un contexte de forte contestation en Europe du glyphosate, dont l'autorisation vient juste d'être renouvelée pour cinq ans.
Courant 2020, elle rejoint le parti En commun, s'inscrivant ainsi dans le courant social-écologiste de la majorité présidentielle.